# Weberhaus Weiz
Das Weberhaus ist ein Kulturzentrum in der Stadt Weiz.

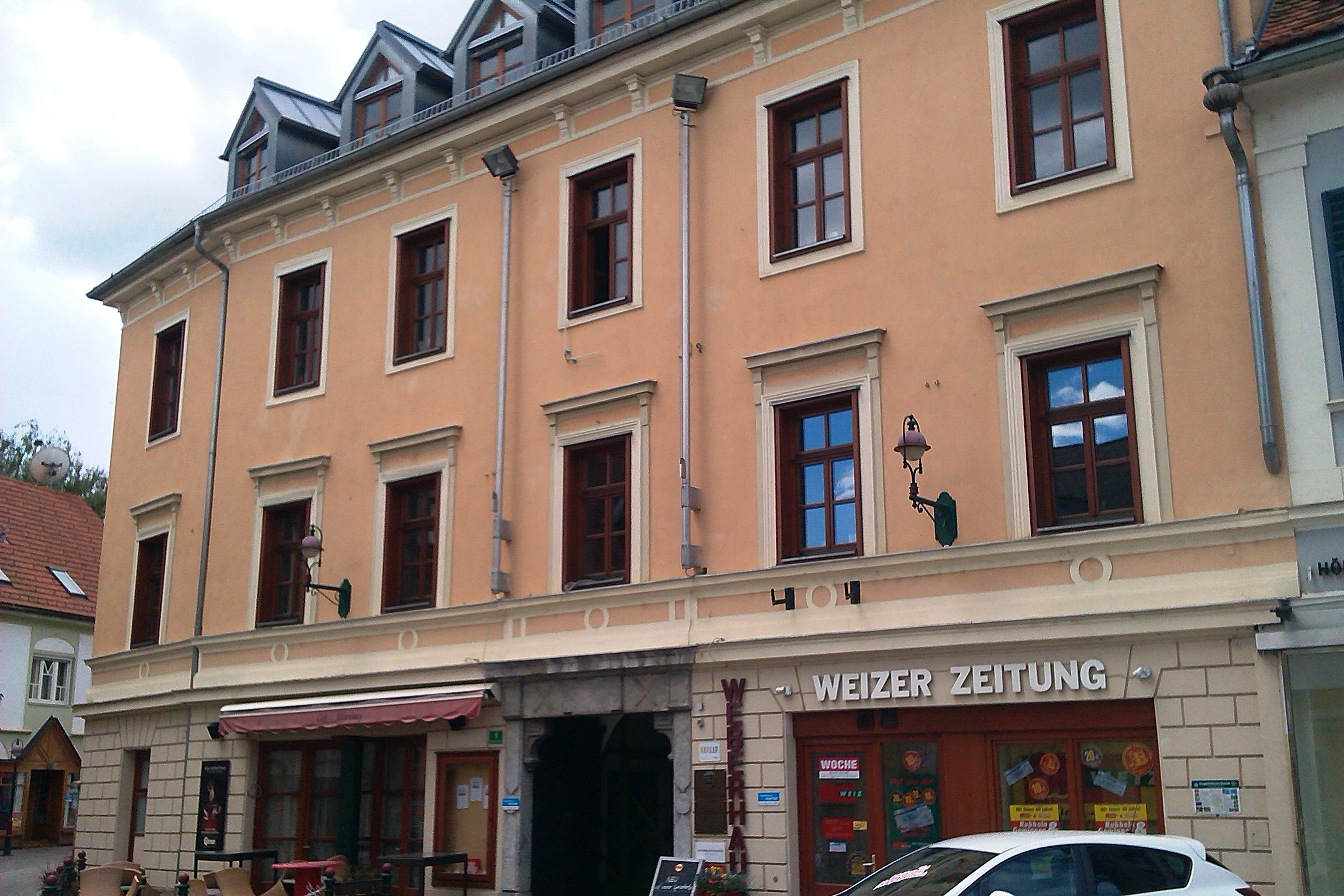
Hauptfassade vom Südtiroler Platz

Das denkmalgeschützte Haus am Südtirolerplatz stammt im Kern aus dem 17. und 18. Jahrhundert. Das Portal entstand um 1800, die Fassade im späten 19. Jahrhundert. Das Medusahaupt auf den Toren des Portals wird vom heutigen Kulturzentrum als Logo genutzt. Namensgebend war der Maler Kurt Weber (1893–1964), der in diesem Haus geboren wurde, und dessen Witwe im Jahre 1990 der Stadt das Gebäude verkaufte, und mit dessen Werken 1990 mit einer Ausstellung das Kulturzentrum der Stadt eröffnet wurde.
Das Weberhaus beinhaltet eine Galerie, ein Café, die Stadtbücherei und einen als Jazzkeller bezeichneten Kultursaal.